# Ciento cincuenta millones
Ciento cincuenta millones es el poema más conocido del poeta ruso Vladímir Mayakovski. Escrito entre 1919-1920, el autor tomó partido de manera entusiasta en la Revolución de Octubre sumándose a su causa como uno de sus principales poetas.

## Descripción
«Ciento Cincuenta Millones es el nombre del autor de este poema» dice uno de sus versos, y a partir de ahí habla en nombre de esos «millones» para mofarse del mundo burgués y de la persona de Woodrow Wilson, presidente de los Estados Unidos como símbolo de las potencias capitalistas opuestas al nuevo gobierno soviético.
Luego viene un manifiesto combativo donde «el hambre, la venganza, la bayoneta y la pistola» desean fijar cuentas contra Edmund Wilson y Lloyd George, que acusan de haber dividido el mundo desde su despacho en dos mitades: los que tienen hambre y los que no.
Millones de gentes se reúnen y reclaman, luego un parte meteorológico anuncia la llegada de Iván Ruso, un ciclón que se acerca. Antes de que llegue, su autor describe satíricamente la vida americana y la forma en que su presidente usa el tiempo. Cuando se le comunica la llegada de Iván, Wilson se hace dar los masajes previos al combate.
La última parte del poema muestra un futuro donde los que cayeron son exaltados ahora con felicidad en una fiesta.